# Węgorz europejski

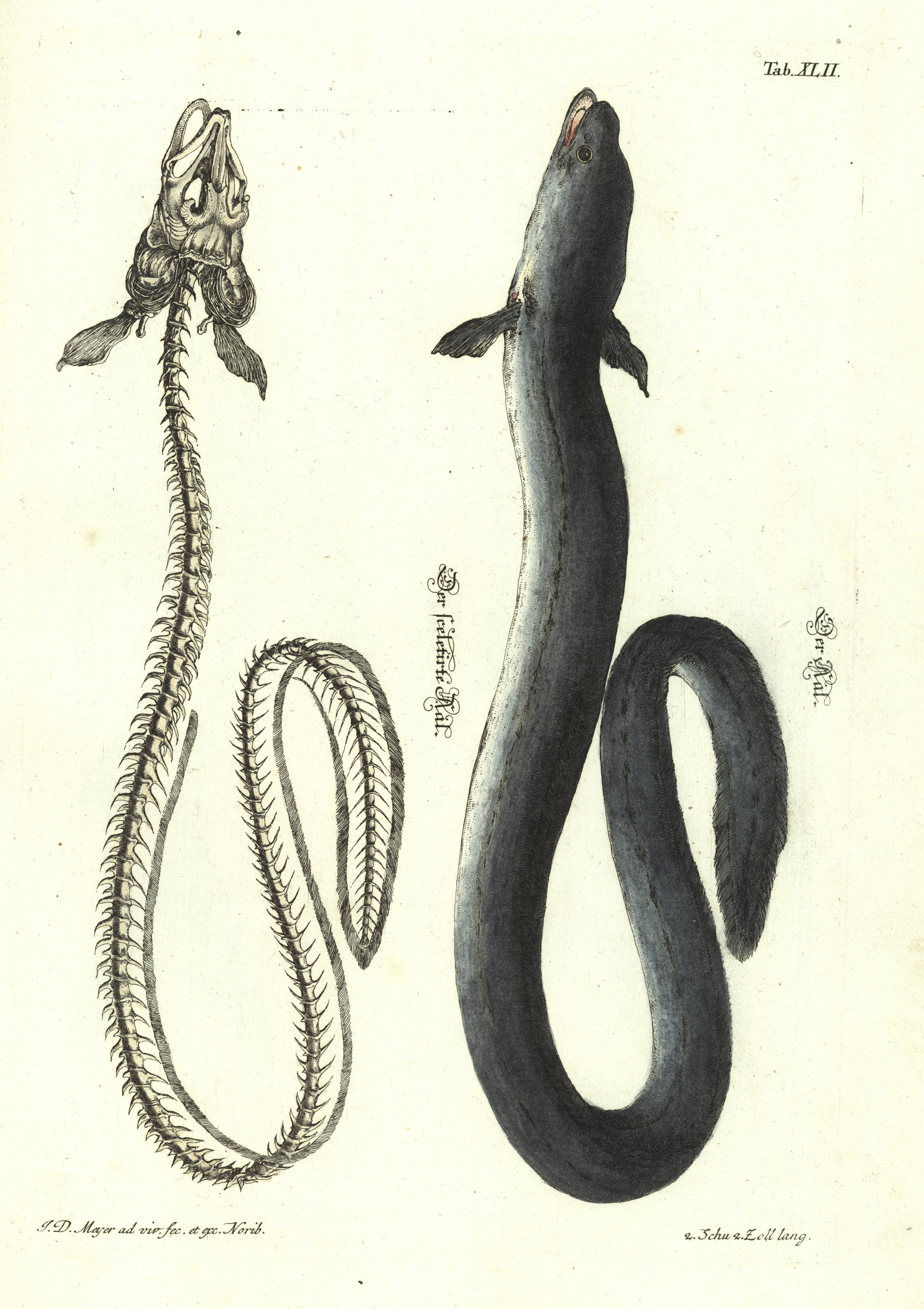
Węgorz europejski, miedzioryt kolorowany (Johann Daniel Meyer, 1748)

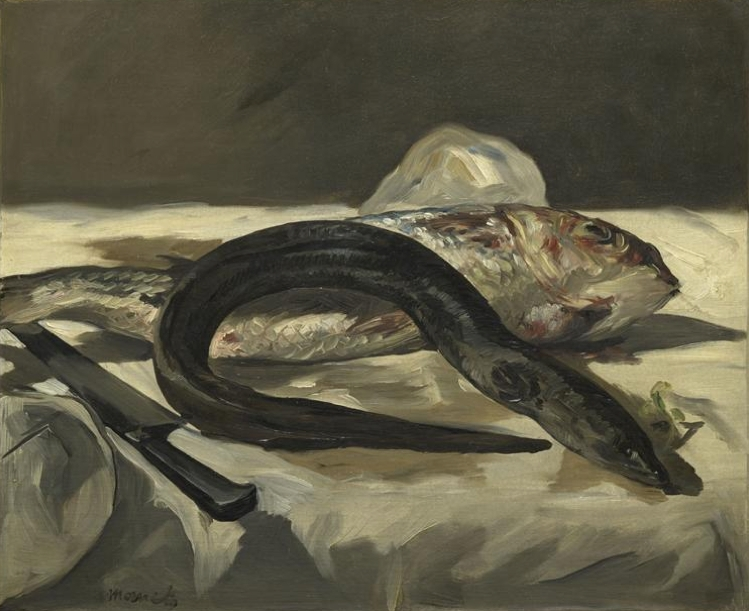
Édouard Manet, 1864

Węgorz europejski (Anguilla anguilla) – gatunek ryby węgorzokształtnej z rodziny węgorzowatych (Anguillidae). 

## Występowanie
W rzekach i jeziorach Europy Zachodniej i Środkowej, w południowo-wschodniej i środkowej części Oceanu Atlantyckiego i we wszystkich morzach europejskich.
Najchętniej wybiera miejsca ciepłe i obficie porośnięte, o dnie mulistym, aczkolwiek spotyka się go także w wartkich rzekach o dnie kamienistym, zwłaszcza jeśli znajduje tam podmyte brzegi, korzenie drzew i inne kryjówki. Żyje przy dnie. Zimę spędza zagrzebany w mule. Przed osiągnięciem dojrzałości płciowej żyją w wodach śródlądowych – samice w głębi lądu, samce w zasięgu wód słonawych. Dorosłe osobniki wędrują z wód słodkich do morza (wędrówka katadromiczna). 

## Budowa ciała
Samica osiąga nawet do 200 cm długości i wagę do 9 kg. Samce są mniejsze od samic i osiągają długość do 60 cm (tzw. sznurówki) i wagę do 0,35 kg. Największego węgorza w Polsce złowiono w 1994 roku na Jeziorze Jaśkowickim i ważył on 6,43 kg. Ciało wydłużone, wężowate, w przekroju poprzecznym prawie okrągłe. Skóra węgorza pokryta jest grubą warstwą śluzu. Łuski są drobne, elipsoidalne, głęboko osadzone. Linia boczna dobrze rozwinięta. Otwór gębowy końcowy, silnie uzębiony sięgający tylnej krawędzi oka. Otwór skrzelowy kończy się tuż przed nasadą płetw piersiowych. Płetwa grzbietowa i odbytowa połączone są z płetwą ogonową. Nie ma płetw brzusznych. U osobników wędrujących na tarło znacznie powiększają się oczy.
Ubarwienie grzbietu ciemnoszarozielone, czasem niemal całkowicie czarne, boki jaśniejsze, brzuch szarawo- lub żółtawobiaławy.

## Właściwości trujące
Jego krew zawiera niebezpieczną dla ssaków ichtiotoksynę. Ma ona działanie podobne do jadu węży. Powoduje u ssaków skurcze mięśni, porażenie pracy serca i płuc, rozpadanie się czerwonych krwinek i zmniejszenie krzepliwości krwi. Trucizna ta traci własności trujące w temperaturze powyżej 58 °C.

## Tryb życia
Aktywny jest w nocy. Żywi się głównie fauną denną (bezkręgowce) i drobnymi rybami, potrafi połykać zdobycz stosunkowo dużych rozmiarów. Chętnie zjada raki podczas wylinki.
Normalnie żyje w wodzie, ale w okresie wędrówek potrafi również przemieszczać się po lądzie, pełzając z szybkością ok. 3 km/h po wilgotnym podłożu pokrytym trawą i mchami. Duże znaczenie w oddychaniu ma wówczas dyfuzja gazów przez skórę. Węgorz może przeżyć poza wodą do dwóch dni. 
Jest rybą długowieczną. W sadzawce towarzystwa ubezpieczeniowego w Pradze (w Czechach) pewien osobnik żył 68 lat.
Potrafi wyczuć zmiany temperatury wielkości 0,03 °C.

## Rozród
Podejmuje wędrówkę rozrodczą od lata do późnej jesieni; zawsze cztery dni po pełni Księżyca. Ryby dostają się do Morza Sargassowego i tam, po około półtorarocznej wędrówce, wiosną, na głębokości 400–1000 metrów odbywają tarło. Osobniki dorosłe po tarle giną. Przezroczyste larwy węgorza, zwane leptocefalami, unoszone są przez Prąd Zatokowy (Golfstrom) w kierunku wschodnim i po upływie 2–3 lat docierają do przybrzeżnych wód europejskich, gdzie między październikiem a kwietniem przeobrażają się w formę montee, a następnie wpływają do rzek, głównie na terytoriach Francji i Anglii. W czasie wędrówki leptocefale rosną, aż osiągną ok. 7 cm długości. Węgorz pokrywa się łuskami w 5 roku życia przy długości 16–18 cm. W wodach słodkich przebywają zazwyczaj od 6 do 10 lat, niektóre osobniki nawet do 20.

## Ochrona
Węgorz europejski, jako gatunek zagrożony wyginięciem, objęty jest od czerwca 2007 r. ochroną wynikającą z konwencji waszyngtońskiej (Konwencja o międzynarodowym handlu dzikimi zwierzętami i roślinami gatunków zagrożonych wyginięciem – CITES). Od lat 70. XX wieku populacja węgorza europejskiego zmalała o ponad 90% z powodu m.in.: zanieczyszczenia wód, nadmiernego odławiania, budowania zapór na zbiornikach oraz pasożyta Anguillicola crassus. Pasożyt ten atakuje pęcherz pławny węgorza, uniemożliwiając mu dopłynięcie na tarlisko i rozmnażanie. Jest to nicień, prawdopodobnie przeniesiony z Tajwanu, rozprzestrzeniający się gwałtownie wśród populacji węgorza europejskiego. Rozpoznany został na kontynencie w Niemczech i we Włoszech w roku 1982, a w 1987 dotarł do Anglii z Europy kontynentalnej. W Azji jest naturalnym pasożytem węgorza japońskiego.
| Wymiar ochronny na wodach słodkich i morskich | do 50 cm                 |
| Wymiar ochronny na wodach PZW                 | do 60 cm                 |
| Okres ochronny                                | od 1 grudnia do 31 marca |
| Dobowy limit połowu                           | 2 szt.                   |
| Rekord Polski                                 | 6,43 kg / 144 cm         |

Zgodnie z nowym rozporządzeniem Ministra Rolnictwa i Rozwoju Wsi z dnia 11 czerwca 2010 roku, zmienione zostało rozporządzenie w sprawie połowu ryb oraz warunków chowu, hodowli i połowu innych organizmów żyjących w wodzie, dotyczące między innymi ochrony węgorza i wprowadziło nowe warunki połowu tej ryby i ustalono wymiar ochronny do 50 cm na wodach słodkich i morskich. Od 1 stycznia 2013 wszedł w życie przepis określający minimalną wielkość oczek sieci rybackich służących do połowu węgorza na 20 mm.